# Sergio Sánchez Sánchez
Sergio Sánchez Sánchez (nascut el 21 d'abril de 1977 a Carbayín Alto, Siero, Astúries) és un exfutbolista asturià que jugava com a porter, i posteriorment entrenador de futbol

## Carrera de jugador
Sánchez va néixer a Carbayín Alto, Siero, Astúries. Després d'haver-se unit al sistema juvenil local de l'Sporting de Gijón de petit, va aparèixer per primera vegada amb els professionals durant la temporada 1998–99 quan el club estava a la segona divisió. Seguiria una altra etapa a aquest nivell, amb l'Atlètic de Madrid, tot i que gairebé no va jugar cap paper en el retorn dels matalassers a La Liga la temporada 2001-2002 (tres partits). Va ser fitxat per aquest últim l'octubre de 1999, però va romandre cedit al primer fins al juny de l'any següent.
Cedit per l'Atlètic al RCD Espanyol la temporada 2002–03 – va debutar a la màxima categoria el 2 de setembre de 2002 en una derrota per 0–2 a casa contra el Reial Madrid – Sánchez tindria la mateixa sort la següent campanya, amb el Getafe CF. Allà, apareixeria exactament a la meitat dels partits, i tot i que el conjunt de la perifèria del Madrid va aconseguir el primer ascens a la primera categoria, només va assolir vuit aparicions durant la temporada 2004–05.
Després d'una etapa modesta amb l'Hèrcules CF, Sánchez va fitxar per la modesta UD Melilla, marxant poc després per motius personals. Va acabar la temporada amb l'ADO Den Haag als Països Baixos.
Sánchez va tornar a Gijón per a la 2007–08, jugant només una vegada a la lliga, en què el seu equip va tornar a la primera divisió després d'una absència de deu anys. Va començar la següent campanya com a titular, però, després d'encaixar 19 gols en quatre partits (un rècord en 50 anys de competició), seria relegat a la banqueta, essent reintegrat a finals de desembre després de la greu lesió d'Iván Cuéllar al turmell en la derrota per 3-0 contra l'Athletic Club. Amb l'arribada d'Iñaki Lafuente cedit per aquest club el gener de 2009 i la recuperació de Cuéllar, seria degradat a la tercera opció, i finalment va ser alliberat al juliol.

## Carrera d'entrenador
L'any 2010, després d'un any sense club, Sánchez es va retirar del futbol als 33 anys. Va tenir la seva primera experiència com a entrenador aficionat al Candás CF com a ajudant d'un altre exjugador de l'Sporting, Abelardo Fernández. Simultàniament, va obrir la seva pròpia escola de futbol, Dorsal 13.
Sánchez va tornar a Gijón l'any 2011, sent nomenat entrenador de porters del filial i entrenador del juvenil.